# Tiffani Thiessen

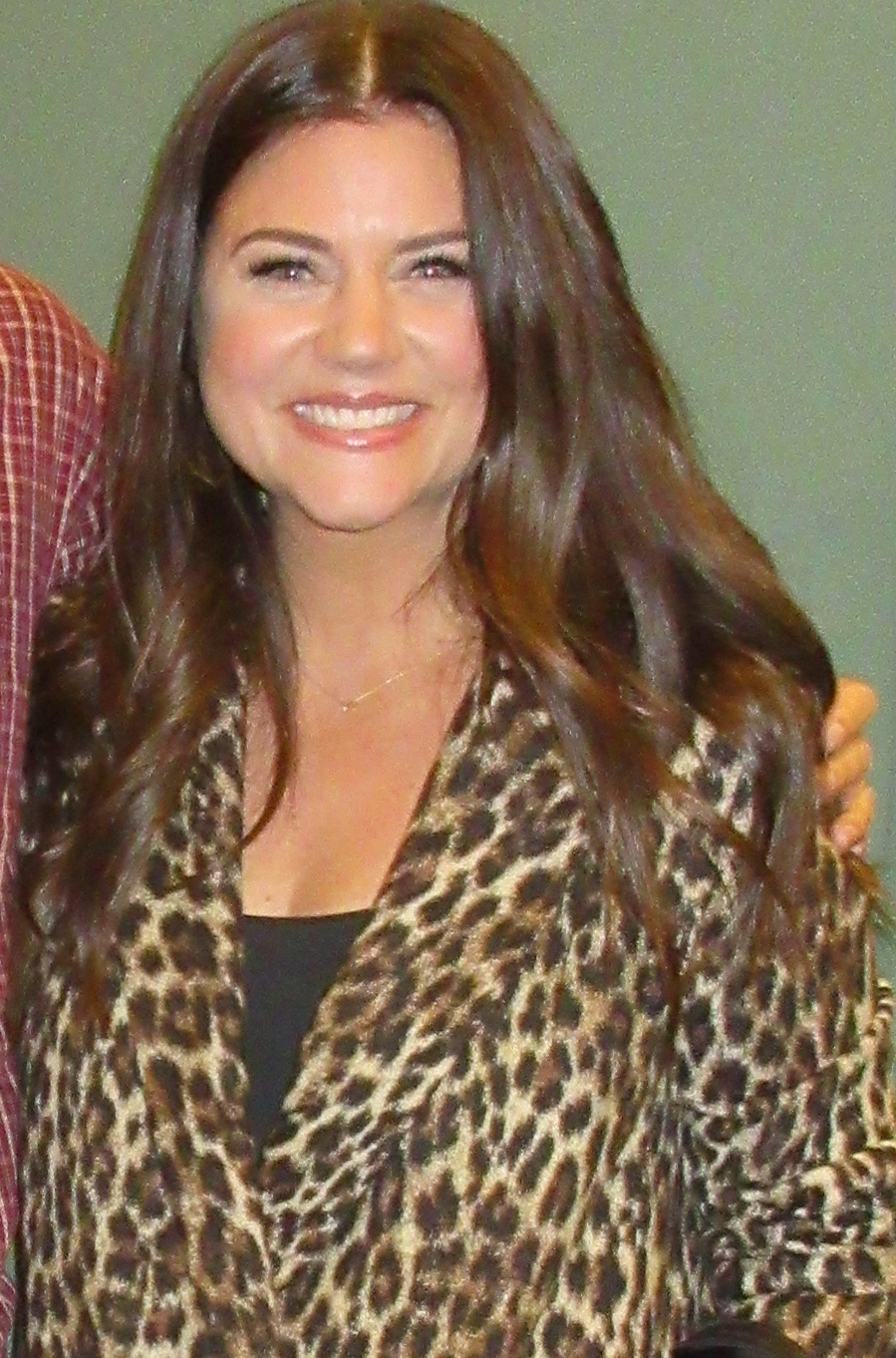
Tiffani Thiessen, 2018

Tiffani-Amber Thiessen [ˈθiːsən] (* 23. Januar 1974 in Long Beach, Kalifornien) ist eine US-amerikanische Schauspielerin, die vor allem durch Rollen im Fernsehen bekannt wurde.
Während sie in den ersten Jahren ihrer Karriere noch mit ihrem vollen Vornamen – ergänzt um einen Bindestrich – auftrat, tritt sie seit einigen Jahren alleine mit ihrem ersten Vornamen Tiffani in Erscheinung.

## Leben und Karriere
Tiffani Thiessens Eltern haben jeweils deutsch-britische Wurzeln.
Thiessen sammelte ihre ersten schauspielerischen Erfahrungen im Fernsehen. 1989 war sie in der Serie Saved by the Bell zu sehen. Diese Serie erhielt drei Jahre später noch eine Ablegerserie, in der sie die gleiche Rolle am College mimte. Im selben Jahr drehte sie auch ihren ersten Kinofilm, die Komödie Schwiegersohn Junior. Bereits ein Jahr später erlangte sie weltweite Bekanntheit, als sie 1994 zum ersten Mal Valerie Malone in der Serie Beverly Hills, 90210 darstellte. Die vier Jahre währende Rolle hatte sie ihrem damaligen Freund Brian Austin Green zu verdanken. 1998 stieg sie aus der Serie aus und konzentrierte sich auf Spielfilme. Im Jahr darauf übernahm sie unter anderem in der Fortsetzung von From Dusk Till Dawn eine Rolle. Bis auf Liebe? Lieber nicht! schafften es die Produktionen meist aber nicht in die deutschen Kinos. 2002 hatte sie eine Rolle in Woody Allens Film Hollywood Ending, danach spielte sie in der Serie Fastlane. 2005 übernahm sie zum ersten Mal die Regie bei dem Kurzfilm Just Pray, und war von 2009 bis 2014 in der Serie White Collar zu sehen.
Thiessen war mit David Strickland liiert, der 1999 Suizid beging. Seit dem 9. Juli 2005 ist sie mit dem Schauspielkollegen Brady Smith verheiratet, mit dem sie zwei Kinder hat.

## Filmografie (Auswahl)

### Kinofilme
- 1993: Schwiegersohn Junior (Son in Law)
- 1999: From Dusk Till Dawn 2 – Texas Blood Money
- 1999: Speedway Junkie (Speedway Junky)
- 1999: Liebe? Lieber nicht! (Love Stinks)
- 2000: The Ladies Man
- 2000: Shriek – Schrei, wenn du weißt, was ich letzten Freitag, den 13. getan habe (Shriek If You Know What I Did Last Friday the Thirteenth)
- 2000: Ivansxtc
- 2002: Hollywood Ending
- 2008: Cyborg Soldier – Die Finale Waffe (Cyborg Soldier)

### Fernsehfilme und -serien
- 1989–1993: California Highschool – Pausenstress und erste Liebe (Saved by the Bell, Fernsehserie)
- 1990: Eine schrecklich nette Familie (Married… with children, Fernsehserie, Staffel 4, Folge 18)
- 1992: California Highschool – Heiße Ferien und Intrigen (Saved by the Bell: Hawaiian Style)
- 1992: A Killer Among Friends
- 1993: California College (Saved by the Bell – The College Years, Fernsehserie)
- 1994–1998: Beverly Hills, 90210 (Fernsehserie)
- 1994: California College – Hochzeit in Las Vegas (Saved by the Bell: Wedding in Las Vegas)
- 1995: Verliebt in einen Frauenschänder (The Stranger Beside Me)
- 1995: Mißbrauchte Träume (She Fought Alone)
- 1996: Tödliches Erwachen (Sweet Dreams)
- 1996: Hilfeschreie aus dem Jenseits (Buried Secrets)
- 1998–2001: Ein Trio zum Anbeißen (Two Guys, a Girl and a Pizza Place, Fernsehserie)
- 2002–2003: Fastlane (Fernsehserie)
- 2003–2004: Good Morning, Miami (Fernsehserie)
- 2006: Stroller Wars
- 2007: Pandemic – Tödliche Erreger (Pandemic)
- 2007: What About Brian (Fernsehserie)
- 2009–2014: White Collar (Fernsehserie)
- 2014: Zauber einer Weihnachtsnacht (Northpole, Fernsehfilm)
- 2018–2020: Alexa und Katie (Fernsehserie)